# Хоу, Коннор
Коннор Хоу (англ. Connor Howe; род. 10 июня 2000 года, Реджайна, Канада) — канадский конькобежец, 2-кратный серебряный призёр чемпионата мира, 3-кратный чемпион Канады.

## Биография
Коннор родился в Реджайне, но всё детство прожил в Канморе, где и начал кататься на коньках по шорт-треку в возрасте 7 лет в клубе "Banff Canmore", а два года спустя уже соревновался. Около восьми лет он занимался шорт-треком, но после того, как вытянулся сильно в росте, решил переключиться на конькобежный спорт. В 15 лет он переехал в Калгари, чтобы начать полноценно тренироваться на длинном треке.
В 2016 году он впервые участвовал на юниорском чемпионате Канады, а через год выиграл бронзовые медали на дистанциях 500 и 1000 м и на дебютном чемпионате мира среди юниоров стал серебряным призёром в командном спринте. В 2018 году стал 3-м в комбинации спринта и в классическом многоборье на чемпионате Канады среди юниоров. В сезоне 2018/19 дебютировал на Кубке мира и установил юниорские национальные рекорды на дистанциях 1500 и 3000 метров.
В 2019 году Коннор впервые участвовал на индивидуальном чемпионате мира в Инцелле, где занял 24-е место в забеге на 1500 м. В начале сезона 2019/20 Хоу выиграл забеги на 1000, 1500 и 3000 метров среди юниоров на этапе Кубка мира, а в январе 2020 года он установил личные рекорды на дистанциях 500 м, 1000 м и 1500 м на Кубке Канады. В марте на индивидуальном чемпионате мира в Солт-Лейк-Сити занял 19-е место в забеге на 1500 м.
В сезоне 2020/21 он занял 2-е и 3-е место в командной гонке на первых двух этапах Кубка мира в Херенвене, и на чемпионате мира в Херенвене завоевал серебряную медаль в командной гонке вместе с Тедом-Яном Блуменом и Джорданом Бельчосом и занял 6-е место в забеге на 1500 м. В октябре 2021 года после победы на дистанции 1500 метров на чемпионате Канады Хоу выиграл две медали на Кубке мира в командной гонке преследования и свою первую серебряную медаль на дистанции 1500 м с личным рекордом 1:42.42 сек.
В феврале 2022 года на зимних Олимпийских играх в Пекине Хоу был лучшим канадцем в беге на 1500 м, заняв 5-е место. Также он занял 5-е место в командной гонке и 12-е в забеге на 1000 м. В сезоне 2022/23 выиграл на чемпионате Канады в забеге на 1500 м и в масс-старте, а на Кубке мира занял на 1-м этапе 2-е место в беге на 1500 м и победил на 2-м этапе. Также стал 2-м в масс-старте на 4-м этапе. 
На чемпионате мира на отдельных дистанциях в Херенвене выиграл серебряную медаль в командной гонке. В марте во второй раз стал 2-м в общем зачёте Кубка мира на дистанции 1500 м.

## Личная жизнь
Коннор Хоу изучал математику, бизнес и образование в Университете Калгари. Увлекается пешим туризмом, шоссейным велоспортом и лыжным спортом, играет в теннис.